# 熊本市立東野中学校
熊本市立東野中学校（くまもとしりつ ひがしの ちゅうがっこう）は、熊本県熊本市東区東野三丁目にある公立中学校。

## 沿革
- 1962年 - 熊本市立湖東中学校より分離し開校。
- 1994年 - 熊本市立桜木中学校を分離。
- 2016年 - 熊本地震の後、北側校舎が倒壊の危険性があると診断された[1]。
- 2020年 - 1月より新校舎へ移転。

## クラブ活動

### 運動部
- 男子バスケットボール部
- 女子バスケットボール部
- 男子ソフトテニス部
- 女子ソフトテニス部
- 女子バレーボール部
- 女子ハンドボール部
- 剣道部
- 卓球部
- サッカー部
- 野球部
- 陸上部
- 水泳部

### 文化部
- 吹奏楽部
- 美術部

## 出身者
- 本田桂子（多数国間投資保証機関長官、コロンビア大学客員教授）
- 芥川保志（映画プロデューサー）
- 寺中友将（KEYTALK）
- 岩貞祐太（プロ野球選手）
- 松相遼（お笑い芸人）

## 学校周辺
- 自衛隊熊本病院
- 熊本市東区役所
- 健軍町駅
- 秋津中央公園
- 熊本市健軍文化ホール